# MegaMek

MegaMek е игра с отворен код, базирана на ходове и която симулира Classic BattleTech бордова игра. MegaMek не е лицензирана от или присъединена към WizKids или Catalyst Game Labs, които са собственици и издатели на BattleTech.

## Преглед
MegaMek е разработена и се поддържа от една общност на доброволци програмисти, с малко ядро от разработчици подкрепени от многобройни сътрудници. Проектът се хоства от SourceForge.net и се разпространява с източник – потребителите ѝ – под GNU General Public License. Играта е написана изцяло на Java с графики на базата на AWT
MegaMek поддържа всички правила от BattleTech набор от правила. Голяма част от правилата от Общо – военния правилник, както и броя на съвременни правила от правилника Тактически операции и други правила. Играта предлага опростен-генетичен алгоритъм за игра срещу бот, въпреки че бот-а има някои интелектуални ограничения. Игра завърши интегрирането на всички AeroTech правила от Total Warfare. 3D интерфейс е в процес на разработка. Играта поддържа мултиплеър чрез TCP / IP, въпреки че play-by-email е възможно чрез обмен на записани игри(saved games).